# Boomerang (canção de Nicole Scherzinger)
"Boomerang" é uma canção gravada pela cantora americana Nicole Scherzinger. Foi escrito por Danny Mercer, Jackson Morgan, Anthony Preston, Sandy Wilhelm, com produção de Wilhelm e Preston. "Boomerang" é apoiado com sintetizadores e uma batida dance-pop. Ele estreou no número seis no UK Singles Chart, além de atingir o número nove na Irlanda.
Um vídeo musical dirigido por Nathalie Canguilhem foi filmado em Londres, Reino Unido, que retrata Scherzinger dançando e realizando acrobacias ao longo do vídeo. Scherzinger interpretou "Boomerang" em uma série de aparições ao vivo, como os programas de televisão Let's Dance for Comic Relief e The Jonathan Ross Show. Em 2014, Scherzinger assinou um novo contrato com a RCA Records, fazendo "Boomerang" seu último lançamento com a Interscope Records e terminando assim uma parceria de dez anos.

## Antecedentes e lançamento
Após o lançamento internacional de seu primeiro álbum de estúdio, Killer Love (2011), Scherzinger começou a trabalhar em uma versão americana do álbum. A edição dos EUA deveria incluir uma lista alternativa de faixas, composta de "uma mistura de fortes hinos dance, reviravoltas urbanas e canções edificantes". Após numerosos fracassos, o lançamento foi posteriormente cancelado em favor de um novo álbum de estúdio. Em julho de 2012, Scherzinger começou a gravar material novo com will.i.am e Anthony Preston para o álbum. Em 29 de novembro de 2012, Scherzinger levou sua página oficial no Twitter para revelar o título de um novo single, "Boomerang". Vários dias depois, um breve vídeo de Scherzinger no set do clipe foi exibido durante um vídeo-interlúdio como parte dos deveres de julgamento de Scherzinger na nona temporada do The X Factor (Reino Unido). Em 19 de fevereiro de 2014, foi anunciado que Scherzinger assinou um contrato com a RCA Records e Sony Music, trazendo para o fim sua parceria de dez anos com a  Interscope Records. Conseqüentemente, "Boomerang" é seu o último single com a Interscope e não faz parte da lista de faixas de nenhum de seus álbuns.

## Recepção crítica
A música recebeu críticas mistas de críticos de música. Robert Copsey da Digital Spy elogiou a música que premiou quatro de cinco estrelas. Em seu comentário, Copsey disse: "A metáfora não é sem seus momentos confusos, mas é exatamente isso que a torna tão cativante". Ele elogiou a produção geral da canção "ela canta com determinação de olhos arregalados sobre uma batida fofa e amigável, cortesia de will.i.am - que por uma vez fornece uma melodia relativamente pop-por-números que cresce no orelhas." Idolator deu uma resenha mista afirmando: "Scherzinger está de volta com um novo single, mas apesar da união profana de Scherzinger e will.i.am, que produziu a música, é realmente muito bom!", Mais tarde, Lansky elogiou a produção, que "é tensa e sintetizada, e que o coro é um verme de ouvido". Uma resenha do Daily Record disse: "O Boomerang é um aparelho que atrai fãs de música mais jovens, mas que riscam a superfície e que há apenas uma vida útil limitada".

## Composição
"Boomerang" é uma música pop produzida por Sandy Vee. Ele contém "grandes camadas" de "Oh!" No refrão, que foi descrito por Sam Lansky de Idolator como um "verme aos ouvido". A música "salpicado e espirrado" contém uma batida "borroso, e amistoso para baladas". Liricamente, "Boomerang" é sobre "não deixar os inimigos aborrecê-la", superando obstáculos e "subindo mesmo quando as pessoas tentam derruba-la". Scherzinger canta sobre sua capacidade de mudar as coisas para melhor. Com "determinação de olhos arregalados", ela canta: "Você pode me rejeitar, você pode me jogar agora / Quanto mais difícil, mais difícil eu volto por aí". Da música, Scherzinger disse: "Eu amo essa faixa como eu pude realmente se relacionar com as letras porque eu nem sempre me sinto no topo do mundo e feroz e destemida. Tenho minhas dúvidas e dias em que me pergunto se devo simplesmente jogar a toalha. Essa música me anima e me dá força".

## Desempenho comercial
Pouco depois de sua estréia no rádio, o "Boomerang" foi desprezado pelas estações de rádio, a BBC Radio 1 e Capital FM "devido à quantidade de outros lançamentos importantes" naquela semana que afetaram as vendas. No entanto, "Boomerang" foi finalmente adicionado à lista de reprodução da Capital FM depois de triunfar nas paradas do meio da semana, que entrou no número um. Em 14 de março de 2013, "Boomerang" estreou no Irish Singles Chart no nono lugar, apresentando um desempenho abaixo do número sete de Scherzinger com "Right There" (2011). É o sétimo melhor single de Scherzinger, na Irlanda, como um artista solo. Em 16 de março de 2013, "Boomerang" entrou nas paradas do Reino Unido no número seis, vendendo 46.000 cópias em sua semana de abertura. De acordo com a The Official Charts Company, a música subiu 49 lugares no número 50 na Parada Oficial de Streaming, tornando-se a subida mais alta da semana.

## Vídeo Musical

Scherzinger no videoclipe com o efeito de câmera caleidoscópio.

Scherzinger trabalhou com a diretora Nathalie Canguilhem no videoclipe de "Boomerang". Foi filmado em Londres, Reino Unido, durante a última semana de novembro de 2012, enquanto Scherzinger conciliava com seus compromissos de julgamento na nona temporada do The X Factor. Durante o VT para um dos competidores de Scherzinger, James Arthur, Scherzinger é vista levando seus finalistas para a filmagem de seu novo single "Boomerang". Em 19 de dezembro de 2012, uma breve pré-estréia de 5 segundos do vídeo foi lançada online, na pré-visualização um efeito de câmera caleidoscópio é usado. O videoclipe da música foi lançado em 25 de janeiro de 2013. O vídeo ganhou o 'Music Award' no Social TV Awards por marcar 6.147.811 visualizações em duas semanas após a estréia. Acompanhando imagens promocionais para o single foram lançadas antes do lançamento do videoclipe. Scherzinger usa um vestido transparente de malha preta com uma jaqueta azul clara e rosa com um elaborado colar de corrente que cobre o peito e os sapatos de salto alto de prata metálica.

## Performances ao vivo
"Boomerang" foi apresentado pela primeira vez em Let's Dance For Comic Relief em 2 de março de 2013. Scherzinger também apresentou o single no concerto beneficente Give It Up For Comic Relief na Wembley Arena em Londres em 6 de março de 2013. A música também foi apresentada no The Jonathan Ross Show em 9 de março de 2013, e contou com sua banda. Ela também deu uma entrevista onde ela discutiu The X Factor (Reino Unido), seu próximo álbum de estúdio e seu relacionamento com Lewis Hamilton. Mais tarde, ela se apresentou no GAY em 9 de março de 2013. Em 11 de março de 2013, ela fez uma entrevista no Daybreak e uma apresentação da faixa.

## Formatos e faixas
| EP digital de remisturas |                                      |         |  |
| N.º                      | Título                               | Duração |  |
| 1.                       | "Boomerang"                          | 3:18    |  |
| 2.                       | "Boomerang" (Mathieu Bouthier Remix) | 5:51    |  |
| 3.                       | "Boomerang" (Ruff Loaderz Club Mix)  | 6:25    |  |
| 4.                       | "Boomerang" (Cahill Club Remix)      | 5:35    |  |

## Créditos e equipe
Gravação
Gravado e mixado no The Bunker, em Paris, França.
Equipe